# Parmotrema pectinatum
Parmotrema pectinatum är en lavart som beskrevs av Jungbluth & Marcelli. Parmotrema pectinatum ingår i släktet Parmotrema och familjen Parmeliaceae.   Inga underarter finns listade i Catalogue of Life.